# Touchet
Touchet az Amerikai Egyesült Államok északnyugati részén, Washington állam Walla Walla megyéjében elhelyezkedő statisztikai település. A 2010. évi népszámlálási adatok alapján 421 lakosa van.

## Történet
A térségben a rezervátumok megszüntetése előtt a walla walla indiánok „Tuushi” települése feküdt, egy monda alapján a név jelentése „lazacsütés nyárson a szén felett”. Lewis és Clark expedíciója 1806-ban járt itt, ők az itt élő indiánokat nez perce-nek nevezték.
Az első telepesek az 1850-es évek elején jelentek meg, azonban az őslakosokkal való összetűzések miatt hamarosan távoztak. Új lakók legközelebb 1859-ben érkeztek.
A Walla Walla & Columbia River Railroad vasútvonala 1874 márciusában nyílt meg, melynek köszönhetően a helyiek számára könnyebbé vált a kereskedés.

## Éghajlat
A település éghajlata mediterrán (a Köppen-skála szerint Csa).
| Hónap                         | Jan.  | Feb.  | Már.  | Ápr. | Máj. | Jún. | Júl. | Aug. | Szep. | Okt.  | Nov.  | Dec.  | Év    |
| ----------------------------- | ----- | ----- | ----- | ---- | ---- | ---- | ---- | ---- | ----- | ----- | ----- | ----- | ----- |
| Rekord max. hőmérséklet (°C)  | 20,6  | 23,9  | 27,8  | 31,7 | 36,7 | 42,2 | 43,3 | 42,8 | 38,9  | 32,8  | 27,8  | 20,6  | 43,3  |
| Átlagos max. hőmérséklet (°C) | 5,6   | 8,9   | 13,9  | 18,3 | 22,2 | 26,7 | 32,2 | 31,7 | 26,7  | 18,9  | 10,0  | 4,4   | 18,3  |
| Átlagos min. hőmérséklet (°C) | −2,2  | −1,7  | 0,6   | 2,8  | 6,7  | 9,4  | 11,7 | 10,6 | 6,1   | 1,7   | 0,0   | −3,3  | 3,6   |
| Rekord min. hőmérséklet (°C)  | −30,0 | −29,4 | −18,0 | −9,4 | −2,8 | 0,0  | 1,1  | 0,0  | −7,8  | −13,3 | −25,0 | −32,8 | −32,8 |
| Átl. csapadékmennyiség (mm)   | 37    | 36    | 40    | 36   | 38   | 28   | 10   | 11   | 16    | 29    | 44    | 45    | 370   |
| Forrás: The Weather Channel   |       |       |       |      |      |      |      |      |       |       |       |       |       |

## Népesség
A település népességének változása:
| Lakosok száma | 396  | 421  | 425  |
|               | 2000 | 2010 | 2020 |

## Fordítás
- Ez a szócikk részben vagy egészben  a   Touchet, Washington című angol Wikipédia-szócikk ezen változatának fordításán alapul.  Az eredeti cikk szerkesztőit annak laptörténete sorolja fel. Ez a jelzés csupán a megfogalmazás eredetét és a szerzői jogokat jelzi, nem szolgál a cikkben szereplő információk forrásmegjelöléseként.